# BabelScores
BabelScores es una biblioteca digital de partituras musicales dedicada integralmente a la música contemporánea. Se creó en 2009 y ofrece una plataforma para la circulación y promoción de la música escrita en los últimos 50 años. Propone un catálogo en constante crecimiento con compositores del mundo entero.

## Historia
Durante el año 2009, un grupo de estudiantes de composición musical del Conservatorio de París, tuvo la idea de crear una biblioteca musical digital para la música contemporánea más reciente. La creación de BabelScores y su plataforma digital se basa en el deseo de promover el trabajo de los compositores actuales. Con un enfoque global, el objetivo principal de la plataforma es proporcionar una herramienta de circulación para los músicos, universidades, conservatorios, conjuntos, orquestas, musicólogos y festivales de todo el mundo. La plataforma en línea fue lanzada oficialmente en 2010 por los compositores Pedro García-Velásquez y Lucas Fagin.
Entre 2009 y 2021, BabelScores ha reunido una colección de más de 480.000 páginas de música.

## Contenido
La biblioteca de BabelScores recopila música seleccionada de más de 600 compositores de todo el mundo. Ofrece partituras completamente digitalizadas (editadas directamente por BabelScores o provenientes de editoriales asociadas) que se muestran en un lector tipo librillo, con opciones de zum y pantalla completa, grabaciones de audio en streaming y notas del compositor.
El motor de búsqueda de la biblioteca ofrece varias categorías de búsqueda, como compositor, género (música vocal, música instrumental, etc.), fecha, instrumento, región geográfica o nivel de dificultad. La biblioteca también cuenta con una página de biografía de cada compositor.
La interfaz de BabelScores está disponible en francés, inglés y español.
BabelScores participa activamente en la investigación y el desarrollo en temas relacionados con las "partituras digitales". Algunas de estas actividades son la colaboración con la Biblioteca Nacional de Francia en la "preservación de partituras digitales", y la investigación y el desarrollo de partituras multimedia distribuidas en una red local "BabelBox".

## Acceso
El acceso a la biblioteca de Babelscores se ofrece mediante suscripción individual o institucional.